# Dacnusa lonicerella
Dacnusa lonicerella är en stekelart som beskrevs av Griffiths 1967. Dacnusa lonicerella ingår i släktet Dacnusa och familjen bracksteklar. Inga underarter finns listade i Catalogue of Life.